# RPP14
RPP14 (англ. Ribonuclease P/MRP subunit p14) – білок, який кодується однойменним геном, розташованим у людей на короткому плечі 3-ї хромосоми.  Довжина поліпептидного ланцюга білка становить 124 амінокислот, а молекулярна маса — 13 693.
| 10         |  | 20         |  | 30         |  | 40         |  | 50         |
| ---------- |  | ---------- |  | ---------- |  | ---------- |  | ---------- |
| MPAPAATYER |  | VVYKNPSEYH |  | YMKVCLEFQD |  | CGVGLNAAQF |  | KQLLISAVKD |
| LFGEVDAALP |  | LDILTYEEKT |  | LSAILRICSS |  | GLVKLWSSLT |  | LLGSYKGKKC |
| AFRVIQVSPF |  | LLALSGNSRE |  | LVLD       |  |            |  |            |

A: Аланін

C: Цистеїн

D: Аспарагінова кислота

E: Глутамінова кислота

F: Фенілаланін

G: Гліцин

H: Гістидин

I: Ізолейцин

K: Лізин

L: Лейцин

M: Метіонін

N: Аспарагін

P: Пролін

Q: Глутамін

R: Аргінін

S: Серин

T: Треонін

V: Валін

W: Триптофан

Кодований геном білок за функцією належить до гідролаз. 
Задіяний у такому біологічному процесі як процесинг тРНК. 
Локалізований у ядрі.